# هارون مارتن (لاعب كرة قدم)
هارون مارتن (بالإنجليزية: Aaron Martin)‏ هو لاعب كرة قدم بريطاني، ولد في 5 يوليو 1991 في شفيلد في المملكة المتحدة.

## وصلات خارجية
- هارون مارتن (لاعب كرة قدم) على موقع قاعدة بيانات كرة القدم.إي يو (الإنجليزية)
- هارون مارتن (لاعب كرة قدم) على موقع Soccerway.com (الإنجليزية)